# Generał Kolewo (obwód Dobricz)
Generał Kolewo (bułg. Генерал Колево) – wieś w Bułgarii, w obwodzie Dobricz, w gminie Dobriczka. Według danych szacunkowych Ujednoliconego Systemu Ewidencji Ludności oraz Usług Administracyjnych dla Ludności, 15 czerwca 2020 roku miejscowość liczyła 89 mieszkańców.